# Orazio Toraldo di Francia
Markiz Orazio Toraldo di Francia, italijanski general, * 1884, † 1958.